# BSG Lokomotive Greifswald
Die BSG Lokomotive Greifswald war eine Betriebssportgemeinschaft in Greifswald, die hauptsächlich mit ihren Sektionen Fußball und Rollkunstlauf in der DDR überregional bekannt wurde. 

## Porträt
Im Fußball traten die Greifswalder Eisenbahnersportler 1950 DDR-weit in Erscheinung, als sie mit ihrer Sportgemeinschaft Deutsche Reichsbahn in die Landesklasse Mecklenburg aufstiegen. Nach dem Aufstieg wurde die Sportgemeinschaft in die Betriebssportgemeinschaft Lokomotive (BSG Lok) umgewandelt. In der Landesklasse, dritte Spielklasse im DDR-Fußballligen-System, spielte die BSG Lok bis zu deren Auflösung 1952. Danach wurde die Landesklasse von der Bezirksliga Rostock abgelöst, die weiterhin 3. Liga blieb. Mit Ausnahme der Saison 1959 (Kalenderjahr-Saison), als nach Abstieg in der Bezirksklasse gespielt werden musste, war Lok Greifswald in der Bezirksliga präsent. Sie war zwischen 1956 und 1963 wegen der kurzfristigen II. DDR-Liga viertklassig. 1957 stand Lok Greifswald im Finale des Bezirkspokals, unterlag aber bei der BSG Einheit Rostock mit 1:4. Als Finalist qualifizierte sich die Mannschaft für den DDR-weiten Fußballpokal-Wettbewerb 1958, wo sie in der 2. Zwischenrunde dem Drittligisten TSC Oberschöneweide mit 1:7 unterlag. 1975 musste die BSG Lok zum zweiten Mal absteigen, danach folgte ein stetiges Auf und Ab zwischen 3. und 4. Liga. Ab 1981/82 konnten sich die Eisenbahner bis zum Ende des DDR-Fußballs 1990 in der Bezirksliga behaupten.
In der Zeit ihres Bestehens unterhielt die BSG Lok neben Fußball mehrere andere Sportsektionen wie Boxen, Leichtathletik, Radsport, Rollkunstlauf, Tischtennis und Schach. Drei DDR-Meistertitel sammelten die Brüder Dietmar (1982) und Hartmut Bettin (1987, 1988) im Rollkunstlaufen. 
Als 1990 das System der Betriebssportgemeinschaften infolge der wirtschaftlichen Veränderungen durch die politische Wende von 1989/90 zusammenbrach, gründeten Mitglieder der BSG Lok 1990 den eingetragenen Verein ESV Greifswald. Dessen Fußballmannschaft spielte 1990/91 weiter in der Bezirksliga Rostock, danach in der Landesliga Mecklenburg-Vorpommern, aus der sie 1993 in die Landesklasse abstieg. 1997 fusionierte der ESV mit dem SV Empor Greifswald zum neuen Verein ESV/Empor Greifswald. Dieser ging 2004 im Greifswalder SV 04 auf.

## Personen von besonderer Bedeutung
- Eckart Märzke, Fußballspieler in der DDR-Oberliga, war Jugendspieler bei Lok Greifswald
- Fritz Sdunek, Amateurboxer und Boxtrainer, begann seine Karriere bei Lok Greifswald